# Tres Lomas partido
Tres Lomas egy partido Argentína középpontjától keletre, Buenos Aires tartományban. Székhelye Tres Lomas.

## Népesség
A partido népessége a közelmúltban a következőképpen változott:
| Év   | Lakosság |
| ---- | -------- |
| 2001 | 7364     |
| 2010 | 8700     |